# Suhaki (obwód grodzieński)
Suhaki (biał. Сугакі, Suhaki; ros. Сугаки, Sugaki), Suwaki – wieś na Białorusi, w obwodzie grodzieńskim, w rejonie wołkowyskim, w sielsowiecie Werejki.
Dawniej wieś i folwark. W Rzeczypospolitej Obojga Narodów należały do ekonomii grodzieńskiej. W dwudziestoleciu międzywojennym leżały w Polsce, w województwie białostockim, w powiecie grodzieńskim, w gminie Gudziewicze.
Według Powszechnego Spisu Ludności z 1921 roku:
- wieś zamieszkiwało 110 osób, 9 było wyznania rzymskokatolickiego a 101 prawosławnego. Jednocześnie 100 mieszkańców zadeklarowało polską przynależność narodową a 10 białoruską. Było tu 26 budynków mieszkalnych.
- folwark zamieszkiwało 14 osób, 11 było wyznania rzymskokatolickiego a 3 prawosławnego. Wszyscy mieszkańcy zadeklarowali polską przynależność narodową. Były tu 2 budynki mieszkalne[4].

Miejscowość należała do parafii rzymskokatolickiej w Repli i parafii prawosławnej w Gudziewiczach.
Podlegała pod Sąd Grodzki w Indurze i Okręgowy w Grodnie; właściwy urząd pocztowy mieścił się w Gudziewiczach.